# En hon-djävuls liv och lustar
För andra betydelser, se En hondjävuls liv och lustar.
En hon-djävuls liv och lustar (engelska: She-Devil) är en amerikansk komedi från 1989 i regi av Susan Seidelman. I huvudrollerna ses Roseanne Barr, Ed Begley Jr. och Meryl Streep.

## Handling
Ruth hade aldrig tänkt på sig själv som en hondjävul. Hon var lyckligt gift med revisorn Robert Patchett och hade två barn, Nicolette och Andy. Ruth var kraftig och klumpig och inte särskilt vacker. Men under en fest blir hennes man och den vackra författaren Mary Fisher förälskade i varann. Och snart lämnar Robert henne. Men Ruth planerar att hämnas. En djävulsk hämnd...

## Om filmen
Filmen är baserad på den brittiska romanen "The Life And Loves of A She-devil" som är skriven av Fay Weldon. Boken har även blivit TV-serie i Storbritannien med Julie T. Wallace och Patricia Hodge.

## Rollista i urval
- Roseanne Barr - Ruth Patchett
- Meryl Streep - Mary Fisher
- Ed Begley Jr. - Bob Patchett
- Linda Hunt - Hooper
- Sylvia Miles - Mrs. Fisher
- Elisebeth Peters - Nicolette Patchett
- Bryan Larkin - Andy Patchett
- A Martinez - Garcia
- Maria Pitillo - Olivia Honey
- Mary Louise Wilson - Mrs. Trumper
- Susan Willis - Ute
- Jack Gilpin - Larry
- Robin Leach - sig själv
- Nitchie Barrett - Bobs sekreterare
- June Gable - Realtor
- Lori Tan Chinn - Vesta Rose Woman
- Sally Jessy Raphael - sig själv